# Episodi de I Casagrande (seconda stagione)
La seconda stagione della serie animata I Casagrande , composta da 21 episodi, è stata trasmessa negli Stati Uniti, da Nickelodeon, dal 9 ottobre 2020 al 10 settembre 2021.
In Italia la stagione viene trasmessa dal 3 dicembre 2020 su Nickelodeon.
| n° | Titolo originale             | Titolo italiano               | Prima TV USA                                              | Prima TV Italia   |
| -- | ---------------------------- | ----------------------------- | --------------------------------------------------------- | ----------------- |
| 1  | The Kid Plays in the Picture | In video per gioco            | 22 gennaio 2021                                           | 11 gennaio 2021   |
| 1  | Achy Breaky Art              | Arte straziante               | 22 gennaio 2021                                           | 11 gennaio 2021   |
| 2  | Fails from the Crypt         | Una notte al cimitero         | 9 ottobre 2020                                            | 6 gennaio 2021    |
| 2  | Bad Cluck                    | Il pollo fantasma             | 9 ottobre 2020                                            | 6 gennaio 2021    |
| 3  | Guilt Trip                   | Sensi di colpa                | 29 gennaio 2021                                           | 14 gennaio 2021   |
| 3  | Short Cut                    | Il taglio                     | 29 gennaio 2021                                           | 14 gennaio 2021   |
| 4  | No Egrets                    | Mamma Sergio                  | 15 febbraio 2021                                          | 14 gennaio 2021   |
| 4  | Meal Ticket                  | Il food truck                 | 15 febbraio 2021                                          | 14 gennaio 2021   |
| 5  | Fool's Gold                  | Caccia al tesoro              | 5 febbraio 2021                                           | 15 gennaio 2021   |
| 5  | Flight Plan                  | Volo epocale                  | 5 febbraio 2021                                           | 15 gennaio 2021   |
| 6  | A Very Casagrandes Christmas | Un Natale in stile Casagrande | 5 dicembre 2020                                           | 23 dicembre 2020  |
| 7  | An Udder Mess                | Coppia a sorpresa             | 16 febbraio 2021                                          | 3 maggio 2021     |
| 7  | Teacher's Fret               | Una dura scelta               | 16 febbraio 2021                                          | 3 maggio 2021     |
| 8  | I, Breakfast Bot             | Io sono Breakfast Bot         | 17 febbraio 2021                                          | 4 maggio 2021     |
| 8  | Dynamic Do Over              | Il vero supereroe             | 17 febbraio 2021                                          | 4 maggio 2021     |
| 9  | Home Improvement             | Casa in prestito              | 18 febbraio 2021                                          | 5 maggio 2021     |
| 9  | Undivided Attention          | Calo di attenzione            | 18 febbraio 2021                                          | 5 maggio 2021     |
| 10 | Karate Chops                 | Karate Kid                    | 26 marzo 2021                                             | 6 maggio 2021     |
| 10 | Taco the Town                | Il taco della città           | 26 marzo 2021                                             | 6 maggio 2021     |
| 11 | Saving Face                  | Il volto della vittoria       | 4 giugno 2021                                             | 7 maggio 2021     |
| 11 | Matters of the Kart          | Questioni di kart             | 4 giugno 2021                                             | 7 maggio 2021     |
| 12 | Chancla Force                | Il potere della chancla       | 11 giugno 2021                                            | 10 maggio 2021    |
| 12 | Fluff Love                   | Amore di peluche              | 11 giugno 2021                                            | 10 maggio 2021    |
| 13 | Battle of the Grandpas       | Sfida fra nonni               | 18 giugno 2021                                            | 20 settembre 2021 |
| 13 | Prankaversary                | Lo scherziversario            | 18 giugno 2021                                            | 20 settembre 2021 |
| 14 | Zoo-mergency!                | Zoo-mergenza                  | 31 maggio 2021                                            | 21 settembre 2021 |
| 15 | Just Be Coo                  | Amici per le piume            | 10 settembre 2021                                         | 22 settembre 2021 |
| 15 | Tee'd Off                    | Gli 'imbucati'                | 10 settembre 2021                                         | 22 settembre 2021 |
| 16 | Lalo Land                    | Lalo Land                     | 20 luglio 2021 (Nicktoons) 10 dicembre 2021 (Nickelodeon) | 24 settembre 2021 |
| 16 | Maybe-Sitter                 | Quasi-sitter                  | 25 giugno 2021                                            | 24 settembre 2021 |
| 17 | Do the Fruit Shake           | Il ballo del frullato         | 25 giugno 2021                                            | 25 settembre 2021 |
| 17 | Throwing Pains               | Pallonate di dolore           | 10 dicembre 2021                                          | 25 settembre 2021 |
| 18 | Spin Off                     | CJ, sign-spinner              | 24 settembre 2021                                         | 25 settembre 2021 |
| 18 | Tooth or Consequences        | Il topolino dei denti         | 24 settembre 2021                                         | 25 settembre 2021 |
| 19 | Operation Popstar            | Operazione popstar            | 16 luglio 2021                                            | 23 gennaio 2022   |
| 20 | Strife Coach                 | La nuova coach                | 1º ottobre 2021                                           | 23 gennaio 2022   |
| 20 | Gossipy Girl                 | Gossip Girl                   | 1º ottobre 2021                                           | 23 gennaio 2022   |

## In video per gioco / Arte straziante
Carlotta riceve un sacco di regali dalle aziende per le quali recensisce i prodotti.

## Una notte al cimitero/Il pollo fantasma
Ronnie Anne e i suoi amici fanno il campeggio in un cimitero./Un pollo fantasma infesta la casa dei Casagrande.

## Mamma Sergio/Il food truck
Sergio si imbatte in un nido di aironi: i piccoli credono che lui sia la loro mamma. Rosa lo costringe ad accudirli./ Sid e Ronnie Anne non riescono a prendere i biglietti per un concerto

## Sensi di colpa/Il taglio
Ronnie Anne e Bobby scoprono che il sogno di Maria era quello di viaggiare. / Carlotta cerca di prendere un attestato come parrucchiera.

## Un Natale in stile Casagrande
Ronnie Anne è felice perché passerà il Natale con la famiglia al completo, perfino il papà Arturo.